# Папаратто, Норберто
Норберто Хавьер Папаратто (исп. Norberto Javier Paparatto; родился 3 января 1984 года, Адроге, Аргентина) — аргентинский футболист, защитник, тренер.

## Клубная карьера
Норберто начал свою карьеру в клубе «Ланус». Из-за высокой конкуренции он не смог пробиться в основу и по окончании сезона перешёл в «Тиро Федераль». В 2007 году Папаратто перешёл в «Тигре». 20 апреля 2009 года в матче против своего бывшего клуба «Ланус» он забил свой первый гол за клуб. Норберто трижды занимал второе место в чемпионате Аргентины, а также помог «Тигре» выйти в финал Южноамериканского кубка.
В январе 2014 года Папаратто на правах свободного агента подписал контракт с американским «Портленд Тимберс». 9 марта в матче против «Филадельфия Юнион» он дебютировал в MLS. В поединке Лиги чемпионов КОНКАКАФ против гайанского «Альфа Юнайтед» Норберто сделал «дубль», забив свои первые голы за «Тимберс». В 2015 году Папаратто помог команде впервые в истории выиграть Кубок MLS.
В начале 2016 года Норберто вернулся на родину, присоединившись к «Атлетико Рафаэла». 6 февраля в матче против «Уракана» он дебютировал за новую команду. Сыграл за «кремовых» всего в пяти матчах.
Летом 2016 года Папаратто вернулся в США, подписав контракт с «Далласом». За техасский клуб он дебютировал 28 сентября в матче группового этапа Лиги чемпионов КОНКАКАФ 2016/17 против гватемальского «Сучитепекеса». По окончании сезона 2016 «Даллас» не продлил контракт с Папаратто.

## Достижения
Командные
 «Тигре»
- Финалист Южноамериканского кубка — 2012

 «Портленд Тимберс»
- Обладатель Кубка MLS — 2015